# Yaguarón
Yaguarón è una città del Paraguay,  nel dipartimento di Paraguarí. È situata ad una distanza di circa 48 km da Asunción ed è una delle più antiche città del Sudamerica.

## Popolazione
Al censimento del 2002 Yaguarón contava una popolazione urbana di 6.788 abitanti (25.984 nel distretto).

## Storia
L'origine della città va fatta risalire al periodo precolombiano, quando il luogo era una delle stazioni del Tapé Avirú, l'antico cammino religioso della popolazione guaraní che li portava dall'Oceano Atlantico al Pacifico; la zona fu chiamata Jaguarú perché qui, secondo la mitologia guaraní, era la grotta del Teju jagua (iguana-cane), figlio del dio malefico Taû e di Kerana, creatura mostruosa dalle sette teste che personificava l'inazione forzata, costretto com'era a non muoversi a causa della sua menomazione fisica.
Fondata ufficialmente nel 1538 dagli spagnoli come colonia francescana, il suo primo edificio parrocchiale di cui si abbia memoria risale al 1595, mentre solo cessati gli attacchi degli indios payaguá nel 1750 si poté pensare al completamento del tempio francescano tuttora esistente.
Yaguarón fu la città d'infanzia di José Gaspar Rodríguez de Francia, figura fondamentale nella storia del Paraguay: tra gli artefici dell'indipendenza del paese, ne fu nominato subito “dittatore” dal Congresso Nazionale e governò dal 1813 al 1840. Il padre, capitano García Rodríguez de Francia, fu infatti inviato nella città dalla Corona spagnola in qualità di Amministratore dei Tabacchi.

## Economia

### Turismo
La monumentale chiesa di San Bonaventura, tempio in stile francescano risalente alla metà del XVIII secolo, riceve numerosi visitatori. A poca distanza da essa la casa di campagna di José Gaspar Rodríguez de Francia è stata trasformata in un museo che espone immagini ed oggetti del “dittatore” del Paraguay.
Un altro luogo visitato è il cerro Yaguarón, chiamato anche cerro Jagua Ñeno, una collina rocciosa di 300 metri dalla quale si osserva un interessante panorama; su una roccia di questo rilievo orografico sono visibile le orme che la leggenda attribuisce a San Tommaso (anche se una leggenda più antica di origine guaraní le attribuisce alla rabbia del demone Taû mentre malediceva il profeta Tume Arandu, responsabile della morte dei suoi figli).